# Chimilin
Chimilin – miejscowość i gmina we Francji, w regionie Owernia-Rodan-Alpy, w departamencie Isère.
Według danych na rok 1990 gminę zamieszkiwały 1044 osoby, a gęstość zaludnienia wynosiła 108 osób/km² (wśród 2880 gmin regionu Rodan-Alpy Chimilin plasuje się na 755. miejscu pod względem liczby ludności, natomiast pod względem powierzchni na miejscu 1146.).